# Cantone di Fismes-Montagne de Reims
Il Cantone di Fismes-Montagne de Reims è una divisione amministrativa dell'Arrondissement di Reims.
È stato costituito a seguito della riforma approvata con decreto del 21 febbraio 2014, che ha avuto attuazione dopo le elezioni dipartimentali del 2015.

## Composizione
Comprende i 53 comuni di:
- Arcis-le-Ponsart
- Aubilly
- Baslieux-lès-Fismes
- Bouilly
- Bouleuse
- Bouvancourt
- Branscourt
- Breuil
- Châlons-sur-Vesle
- Chamery
- Chenay
- Coulommes-la-Montagne
- Courcelles-Sapicourt
- Courlandon
- Courmas
- Courtagnon
- Courville
- Crugny
- Écueil
- Faverolles-et-Coëmy
- Fismes
- Germigny
- Gueux
- Hourges
- Janvry
- Jonchery-sur-Vesle
- Jouy-lès-Reims
- Magneux
- Méry-Prémecy
- Les Mesneux
- Montigny-sur-Vesle
- Mont-sur-Courville
- Muizon
- Ormes
- Pargny-lès-Reims
- Pévy
- Prouilly
- Romain
- Rosnay
- Sacy
- Saint-Euphraise-et-Clairizet
- Saint-Gilles
- Savigny-sur-Ardres
- Sermiers
- Serzy-et-Prin
- Thillois
- Treslon
- Trigny
- Unchair
- Vandeuil
- Ventelay
- Ville-Dommange
- Vrigny